# John Ruskin

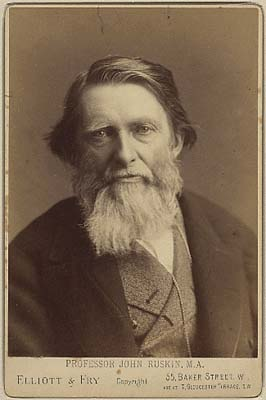
John Ruskin

John Ruskin (n. 8 februarie 1819, Londra, Regatul Unit al Marii Britanii și Irlandei – d. 20 ianuarie 1900, Coniston⁠(d), South Lakeland, Anglia, Regatul Unit al Marii Britanii și Irlandei) a fost un scriitor, critic de artă și filozof englez. Ruskin a exercitat o remarcabilă influență asupra cercurilor intelectuale ale Angliei din epoca victoriană. A devenit cunoscut mai ales prin studiile sale aprofundate asupra arhitecturii și artelor plastice în general și asupra condițiilor istorice și sociale corespunzătoare. Ruskin consideră că cele mai remarcabile realizări ale artei trecutului sunt legate de existența unor condiții favorabile în societate și afirmă că numai o societate nobilă poate genera o artă de înaltă elevație spirituală.

## Biografie
Fiu al unui bogat negustor de sherry, Ruskin primește o educație aleasă în școlile din Londra și Oxford. Din 1869, John Ruskin este profesor de Istoria Artelor în Oxford, unde rămâne până în 1879. În această funcție a îmbogățit colecția de artă a universității cu numeroase tipărituri, desene și fotografii din proprietatea sa personală și a înființat o academie de desen. În 1883 i s-a oferit din nou o catedră universitară, pe care însă o refuză în semn de protest împotriva practicării disecțiilor pe cadavre din laboratoarele universității.

## Operă literară
Încă din tinerețe este preocupat de artă, literatură și călătorii. Fire meditativă și cu sensibilitate de poet, John Ruskin a fost un profund critic și teoretician al culturii, cu referință mai ales la artele plasice. El a preferat, ca gen pictural, peisagistica, dar dintr-un unghi de vedere modernist, concepție reflectată în monumentala sa lucrare "Modern Painters" ("Pictori moderni"), apărută în patru volume între anii 1843 și 1860. Fascinat deopotrivă și de trecut, a scris un studiu asupra artei în Evul Mediu, intitulat "The Seven Lamps of Architecture" ("Cele șapte făclii ale arhitecturii", 1849), urmat de "The Stones of Venice" ("Pietrele Veneției", 1851-1853). Bun prieten și susținător al pictorului William Turner, Ruskin i-a influențat decisiv pe teoreticieni și eseiști de valoare, ca William Morris și Walter Pater, în cadrul mișcării "Arts & Crafts". Format sub auspiciile ideilor lui Thomas Carlyle, campion al elitismului cultural, Ruskin n-a practicat totuși "cultul eroilor", dar a știut să se înconjoare de personalități, cărora le-a recunoscut de timpuriu talentul și vocația. Printre aceștia se numără Robert Browning, Oscar Wilde, Dante Gabriel Rossetti, Edward Burne-Jones și John Everett Millais. Proiectul său estetic a contribuit la formarea "Confreriei prerafaelite" (The Pre-Raphaelite Brotherhood) și la notorietatea acesteia. Nu a înțeles însă mișcarea impresionistă în pictură, acuzându-l pe pictorul impresionist englez James Whistler într-un articol cu ocazia unei expoziții că "aruncă un vas de vopsele în fața publicului".
Obstinația de a nu pierde legătura cu trecutul l-a determinat să exercite o critică radicală a procesului de industrializare, ca și a efectelor dezumanizante pe care acesta le implică. Spirit utopic, Ruskin nu a ezitat să preconizeze întoarcerea la vârsta breslelor meșteșugărești, încurajând activitatea artizanală, în total dispreț față de realizările tehnologiei. Revolta lui era și una de ordin moral, nu numai economic și estetic, considerând că industrializarea pervertește și opacizează spiritul și distruge ingenuitatea naturii. Cu propriile fonduri, întemeiază un falanster pe modelul breslei medievale, numit "Breasla St. George" (Guild of St George), cumpărând și câteva zeci de hectare de teren pentru a împiedica pătrunderea căii ferate în paradisul de verdeață al câmpiei engleze.
Printre personalitățile din afara Angliei influențate de concepțiile culturale și sociale ale lui John Ruskin se numără Lev Tolstoi, Marcel Proust (entuziast traducător în limba franceză a unora din operele lui Ruskin), precum și Mahatma Gandhi.

## Opere
- The Poetry of Architecture, (1838)
- Modern Painters, (1843-1860), în patru volume
- The Seven Lamps of Architecture', (1849)
- Pre-Raphaelitism, (1951)
- The Stones of Venice, (1851-1853)
- Lectures on Architecture and Painting, (1854)
- Lectures on Political Economy of Art, (1857)
- The Elements of Perspective, (1859)
- Unto This Last, (1862)
- Essays on Political Economy, (1862)
- Time and Tide, (1867)
- Verona and its Rivers, (1970)
- Mornings in Florence, (1874)
- Fors Clavigera, (1871-1884)